# Whyteleafe FC
Whyteleafe FC (celým názvem: Whyteleafe Football Club) je anglický fotbalový klub, který sídlí ve vesnici Whyteleafe v nemetropolitním hrabství Surrey. Založen byl v roce 1946. Od sezóny 2018/19 hraje v Isthmian League South East Division (8. nejvyšší soutěž). Klubové barvy jsou zelená a bílá.
Své domácí zápasy odehrává na stadionu Church Road s kapacitou 2 000 diváků.

## Úspěchy v domácích pohárech
Zdroj: 
- FA Cup
  - 1. kolo: 1999/00
- FA Trophy
  - 4. kolo: 1998/99
- FA Vase
  - 5. kolo: 1980/81, 1985/86

## Umístění v jednotlivých sezonách
Stručný přehled
Zdroj: 
- 1964–1968: Surrey Senior League
- 1968–1971: Surrey Senior League (Premier Division)
- 1971–1975: Surrey Senior League
- 1975–1981: London Spartan League (Premier Division)
- 1981–1984: Athenian League
- 1984–1989: Isthmian League (Second Division South)
- 1989–2002: Isthmian League (First Division)
- 2002–2004: Isthmian League (Division One South)
- 2004–2006: Isthmian League (Division One)
- 2006–2012: Isthmian League (Division One South)
- 2012–2013: Kent Football League (Premier Division)
- 2013–2014: Southern Counties East League
- 2014–2018: Isthmian League (Division One South)
- 2018– : Isthmian League (South East Division)

Jednotlivé ročníky
Zdroj: 
Legenda: Z – zápasy, V – výhry, R – remízy, P – porážky, VG – vstřelené góly, OG – obdržené góly, +/- – rozdíl skóre, B – body, červené podbarvení – sestup, zelené podbarvení – postup, fialové podbarvení – reorganizace, změna skupiny či soutěže
| Sezóny  | Liga                                    | Úroveň | Z  | V  | R  | P  | VG  | OG | +/- | B  | Pozice |
| ------- | --------------------------------------- | ------ | -- | -- | -- | -- | --- | -- | --- | -- | ------ |
| 2009/10 | Isthmian League (Division One South)    | 8      | 42 | 15 | 6  | 21 | 60  | 64 | -4  | 51 | 15.    |
| 2010/11 | Isthmian League (Division One South)    | 8      | 42 | 14 | 3  | 25 | 65  | 94 | -29 | 45 | 16.    |
| 2011/12 | Isthmian League (Division One South)    | 8      | 40 | 6  | 10 | 24 | 38  | 67 | -29 | 28 | 21.    |
| 2012/13 | Kent Football League (Premier Division) | 9      | 32 | 16 | 6  | 10 | 67  | 49 | +18 | 54 | 6.     |
| 2013/14 | Southern Counties East League           | 9      | 32 | 26 | 2  | 4  | 111 | 35 | +76 | 80 | 1.     |
| 2014/15 | Isthmian League (Division One South)    | 8      | 46 | 23 | 12 | 11 | 91  | 61 | +30 | 81 | 5.     |
| 2015/16 | Isthmian League (Division One South)    | 8      | 46 | 19 | 5  | 22 | 69  | 77 | -8  | 62 | 15.    |
| 2016/17 | Isthmian League (Division One South)    | 8      | 46 | 19 | 7  | 20 | 81  | 75 | +6  | 64 | 14.    |
| 2017/18 | Isthmian League (Division One South)    | 8      | 46 | 20 | 13 | 13 | 87  | 69 | +18 | 73 | 8.     |
| 2018/19 | Isthmian League (South East Division)   | 8      | 38 |    |    |    |     |    |     |    |        |